# Fratte Rosa
Fratte Rosa (Le Fràtte in dialetto gallo-piceno) è un comune italiano di 838 abitanti della provincia di Pesaro e Urbino nelle Marche.
Fino alla fine dell'Ottocento si chiamava semplicemente Fratte. Rosa venne aggiunto forse per la tipica colorazione dei mattoni delle case.

## Geografia fisica
Fratte Rosa è arroccata sulla cima di un colle, in posizione panoramica a cavaliere tra le medie valli del Cesano e del Metauro.

## Storia
L'origine del nome antico Castrum Fractarum si riferisce probabilmente ad una sconfitta che qui subì Asdrubale, fratello del più celebre Annibale, condottiero cartaginese nella seconda guerra punica. Più verosimilmente, tuttavia la comunità di Fratte Rosa fu formata da alcuni superstiti scampati dalla distruzione, operata dai Visigoti di Alarico, della non lontana città romana di Suasa, che sorgeva nei pressi dell'odierna San Lorenzo in Campo.
Nel Medio Evo, la più recente Fratte Rosa fu un borgo fortificato, capoluogo della cosiddetta Ravegnana, un vero e proprio staterello dipendente dai monaci classensi di Ravenna.
In seguito fu roccaforte fanese posta a guardia del territorio di questa città, scomoda enclave della Chiesa nel Ducato di Urbino, ragion per cui sia i Montefeltro, sia i Della Rovere tentarono sempre di occuparla. Nel territorio comunale si trova l'antica frazione di Torre San Marco, che ha origini storiche coeve al capoluogo e come questo fece parte della Ravegnana, partecipando con alterne vicende alle rivolte contro Fano. Appartenuta successivamente al Ducato del Varano, nel 1545 passò alle dipendenze della Sede Apostolica.
Torre S. Marco o Torre Ravegnana, antico castello munito un tempo di una massiccia e robusta torre, fu feudo per quasi due secoli (1562-1738) della potente famiglia anconetana dei conti Bonarelli. Al centro dell'abitato è la chiesa di S. Marco la cui costruzione fu iniziata nel 1736.

### Simboli
Lo stemma e il gonfalone sono stati concessi con decreto del presidente della Repubblica del 13 febbraio 1981.
È rappresentata la cerchia muraria, ancora esistente, che venne eretta per difesa del borgo, noto in antico come Castrum Fractarum, da cui le iniziali C ed F. Le mura sono difese dall'arcangelo Michele. Alcune fonti invece dell'albero riportano un roseto a simboleggiare la fratta, nel significato di "luogo coperto da rovi e arbusti spinosi".
Il gonfalone è un drappo troncato di giallo e di azzurro.

## Società

### Evoluzione demografica
Abitanti censiti

### Etnie e minoranze straniere
Secondo i dati ISTAT al 1º gennaio 2021 la popolazione straniera residente era di 81 persone e rappresentava il 9,2% della popolazione residente. Invece le comunità straniere più numerose (con percentuale sul totale della popolazione straniera) erano:
1. Marocco, 24 (29,63%)
2. Germania, 10 (12,35%)

## Cultura
Il 22 giugno 2002 nel complesso conventuale di Santa Vittoria è stato inaugurato il Museo della "Terracotta e della Terra cruda".

## Economia
Storicamente l'economia locale è attiva nei settori della produzione di mobili, di calzature, dell'abbigliamento e della lavorazione di terrecotte rustiche.
Il comune, in particolare nella zona dei Lubachi, presenta un terreno ed un microclima particolarmente adatti alla coltivazione della Fava di Fratte Rosa che preferisce suoli argillosi e calcarei. Questa varietà fiorisce più tardi rispetto alle altre.

## Amministrazione
| Periodo        | Periodo        | Primo cittadino      | Partito                            | Carica  | Note   |
| -------------- | -------------- | -------------------- | ---------------------------------- | ------- | ------ |
| 27 giugno 1985 | 8 luglio 1990  | Gianfranco Guerra    | Partito Socialista Italiano        | Sindaco | [ 13 ] |
| 8 luglio 1990  | 24 aprile 1995 | Gianfranco Guerra    | Partito Socialista Italiano        | Sindaco | [ 13 ] |
| 24 aprile 1995 | 14 giugno 1999 | Tiziano Guerra       | Partito Democratico della Sinistra | Sindaco | [ 13 ] |
| 14 giugno 1999 | 13 giugno 2004 | Maria Adele Berti    | Democrazia e solidarietà           | Sindaca | [ 13 ] |
| 13 giugno 2004 | 8 giugno 2009  | Maria Adele Berti    | Socialisti Democratici Italiani    | Sindaca | [ 13 ] |
| 8 giugno 2009  | 26 maggio 2014 | Alessandro Avaltroni | La Fratterosa che vorrei           | Sindaco | [ 13 ] |
| 26 maggio 2014 | 27 maggio 2019 | Alessandro Avaltroni | La Fratterosa che vorrei           | Sindaco | [ 13 ] |
| 27 maggio 2019 | 10 giugno 2024 | Alessandro Avaltroni | La Fratte Rosa che vorrei          | Sindaco | [ 13 ] |
| 10 giugno 2024 | in carica      | Marzio Massi         | La Fratte Rosa che vorrei          | Sindaco | [ 13 ] |

## Sport

### Calcio
La squadra di calcio locale, denominata Torre San Marco, gioca in Seconda Categoria.